# James Wilton Dance
James Wilton Dance is een Brits dansgezelschap gevestigd in Cornwall met een focus op moderne dans.

## Geschiedenis
Nadat James Wilton in 2009 afstudeerde aan de London Contemporary Dance School (LCDS), richtte hij in 2010 het dansgezelschap James Wilton Dance op. Na zijn studie herwerkte Wilton zijn choreografie Drift voor een tournee van 2010-2014 en werd deze choreografie in 2013 in Ballett Hagen opgevoerd en in 2014 tijdens The Beijing Academy’s 60th Celebration Gala 2014.

## Werken
Avondvullende werken:
- Last Man Standing (2014)[4] (gebaseerd op De laatste held van Terry Pratchett)[7]
- LEVIATHAN (2016)[4][8][9] (geïnspireerd op Moby-Dick van Herman Melville)[10]
- The Storm (2018)[4][11]
- The Four Seasons (2022) (muziek van Vivaldi vernieuwd door Max Richter)[1]

Dansfilm:
- Adam, Eve, Apple (2020)[12]

## Bekroningen
- 2010: Winnaar met The Shortest Day op de Sadler’s Wells Global Dance Contest[13][14][3]
- 2011: Winnaar van de publieksprijs voor beste choreografie met The Shortest Day op 16 MASDANZA[3]
- 2012: 3e prijs voor The Shortest Day op het 26. International Choreography Competition Hannover[15][3]
- 2014: 3e prijs van de Berner Tanzprize voor Last Man Standing[3][16]
- 2017: Nominatie van LEVIATHAN voor de The Robert Robson award for dance (onderdeel van Manchester Theatre Awards)[17][18]